# Convention baptiste du Cameroun
La Convention baptiste du Cameroun (anglais : Cameroon Baptist Convention) est une association chrétienne évangélique d'églises baptistes au Cameroun. Elle est affiliée à l'Alliance baptiste mondiale. Son siège est situé à Bamenda.

## Histoire
La convention a ses origines dans une mission britannique de la Société missionnaire baptiste à Bimbia en 1843, dirigée par le missionnaire jamaïcain Joseph Merrick. En 1845, le missionnaire anglais Alfred Saker et sa femme arrivent à Douala . En 1931, l’administration de la mission est reprise par la North American Baptist Conference. En 1954, la Convention baptiste du Cameroun est officiellement fondée. Selon un recensement de l’association, en 2023 elle disait avoir 1,535 églises et 228,507 membres.

## Écoles
La convention compte 19 écoles primaires, 12 secondaires affiliées .
Elle a également 4 instituts de formation professionnelle .
Elle compte un institut de théologie affilié, le Séminaire théologique baptiste du Cameroun fondé en 1947 à Ndu.

## Services de santé

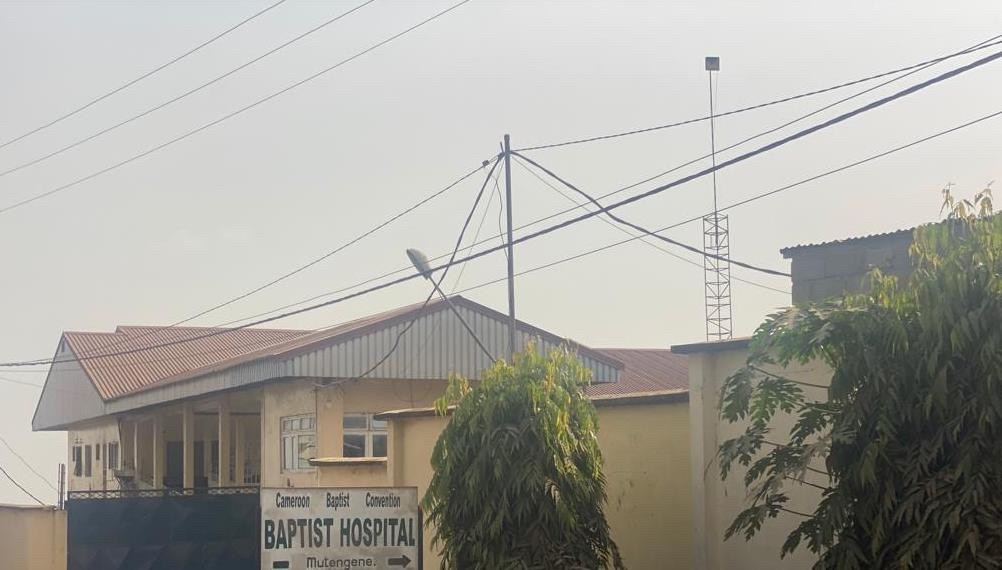
Baptist Hospital Mutengene (Tiko).

La convention a 8 hôpitaux et 34 centres de santé, rassemblés dans les Services de santé de la Convention baptiste du Cameroun .